# مايك فيرنون (منتج أسطوانات)
مايك فيرنون (بالإنجليزية: Mike Vernon)‏ هو منتج أسطوانات وملحن بريطاني، ولد في 20 نوفمبر 1944 في حي هرو لندن في المملكة المتحدة.

## وصلات خارجية
- مايك فيرنون على موقع ميوزك برينز (الإنجليزية)
- مايك فيرنون على موقع أول ميوزيك (الإنجليزية)
- مايك فيرنون على موقع ديسكوغز (الإنجليزية)